# Cultura Kubbaniyana
A Cultura Kubbaniyana desenvolveu-se entre 19000-17000 AP na região de Wadi Kubbaniya. Suas habitações indicam assentamentos semi-permanentes ou permanentes. A indústria lítica era baseada na produção de lamelas apoiadas com retoque Ouchtata, entalhes, raspadores, denticulados, perfuradores, buris, mós, pilões e almofarizes com sílex, quartzo, madeira fossilizada, calcedônia,ágata, granito, jaspe, arenito e basalto.
Foram identificados restos faunísticos (peixes-gato, tilápias, enguias, patos, gansos, bovídeos, bubalinas, gazelas e conchas de moluscos) e botânicos (tamargueiras, acácias, camomilas, tubérculos, samambaias, aspargos, umbelas, lírios d'água e frutas de palmeira). Possivelmente foi a primeira cultura do vale do Nilo que praticou a estocagem de alimentos por meio de desidratação ou defumação.